# Весёлое (Яковлевский сельский совет)
Веселое (укр. Веселе), село, 
Яковлевский сельский совет,
Лозовский район,
Харьковская область.
Код КОАТУУ — 6323988503. Население по переписи 2001 года составляет 91 (45/46 м/ж) человек.

## Географическое положение
Село Веселое находится на левом берегу реки Орелька,
рядом с селом проходит Канал Днепр — Донбасс.
Выше по течению примыкает село Степановка,
ниже по течению примыкает село Орельское (Сахновщинский район).
Рядом проходит автомобильная дорога Т-2109.

## История
- 1864 — дата основания как село Башкатовка.
- 1936 — переименовано а село Веселое.